# یونس
یونس مطابق روایت تَنَخ، پیامبری از پادشاهی شمالی اسرائیل بود که حدود قرن ۸ قبل از میلاد می‌زیست. او شخصیت اصلی کتاب یونس در تنخ—مجموعهٔ متون مقدس یهودیان—است که در آن یهوه از او می‌خواهد به نینوا سفر کند و به ساکنان آن از غضب قریب‌الوقوع الهی هشدار دهد اما یونس که تمایلی به پیامبر شدن ندارد، سوار بر کشتی می‌شود تا به ترشیش بگریزد. لیکن در راه کشتی او گرفتار طوفان می‌شود و یونس که می‌داند خدا در پی اوست تا به نبوت بفرستدش، از خدمه کشتی می‌خواهد برای پایان طوفان، او را به دریا افکنند. یک ماهی غول‌پیکر او را می‌بلعد. سه روز بعد، پس از رضایت یونس برای نبوت کردن و رفتن به نینوا، ماهی او را در ساحل بالا می‌آورد. یونس با موفقیت همهٔ ساکنان نینوا را به توبه متقاعد می‌کند و شهر نجات می‌یابد. ولی یونس شخصاً تمایل دارد تا یهوه شهر را نابود کند و به همین دلیل بیرون از آن در آفتاب منتظر می‌نشیند ولی چنین نمی‌شود. یهوه گیاهی می‌رویاند تا از یونس در برابر نور خورشید محافظت کند، اما بعداً کرمی می‌فرستد تا آن را پژمرده کند. یونس از گرمای شدید گله می‌کند که در جواب از سوی یهوه برای اهمیت ندادن به سرنوشت مردم شهر ملامت می‌شود.
در یهودیت، داستان یونس نشان‌دهنده امکان توبه و بخشیده شدن از سوی خداست. او یکی از دوازده پیامبر صغیر تنخ است. در عهد جدید، عیسی خودش را «بزرگ‌تر از یونس» می‌خواند و به فریسیان وعده «نشانه یونس نبی» را می‌دهد که این نشانه، رستاخیز عیسی از مرگ است. در اسلام، یونس پیامبر محسوب می‌شود و روایت تنخ با تفاوت‌های اندکی در قرآن نیز تکرار شده‌است. ماهی داستان یونس اغلب نهنگ نامیده شده‌است، اما متن عبری فقط از «ماهی غول‌پیکر» نام برده‌است. در قرن هفدهم و اوایل قرن هجدهم، طبیعت‌گرایان که فکر می‌کردند این داستان روایت‌گر واقعه‌ای تاریخی است، حدس‌هایی دربارهٔ گونه آن ماهی که یونس را بلعید، مطرح کردند.
تاریخ‌پژوهان سرگذشت یونس را داستانی طنز و تخیلی می‌دانند که به‌طور آگاهانه به این سبک نوشته شده و احتمالاً به اشتباه به کتاب مقدس افزوده شده‌است؛ داستان‌پرداز قصد داشته برخی عقاید یهودیان، مانند اعتقاد به نابودی شهرهای گناهکار مثل سدوم در داستان لوط، منحصر بودن مرحمت خدا به پیروان عهد ابراهیم و غیره را نقد کند. یهودیان معاصرِ نویسنده این داستان با پرسش‌هایی دربارهٔ عدالت خدا، عدم تحقق پیشگویی‌های پیامبران و هم‌زیستی با جنتیل‌ها روبرو بوده‌اند و نویسنده یونس را در موقعیت‌های مشابه قرار داده تا از دیدگاهی طنز به این مسائل بپردازد. با این حال، ممکن است این شخصیت از فردی تاریخی به همین نام که در کتاب دوم پادشاهان از او نام برده شده، الهام گرفته باشد. محققان همچنین به شباهت‌های میان یونس و دیگر شخصیت‌های افسانه‌ای، به ویژه گیلگمش و یاسون، اشاره کرده‌اند.

## روایت کتاب مقدس

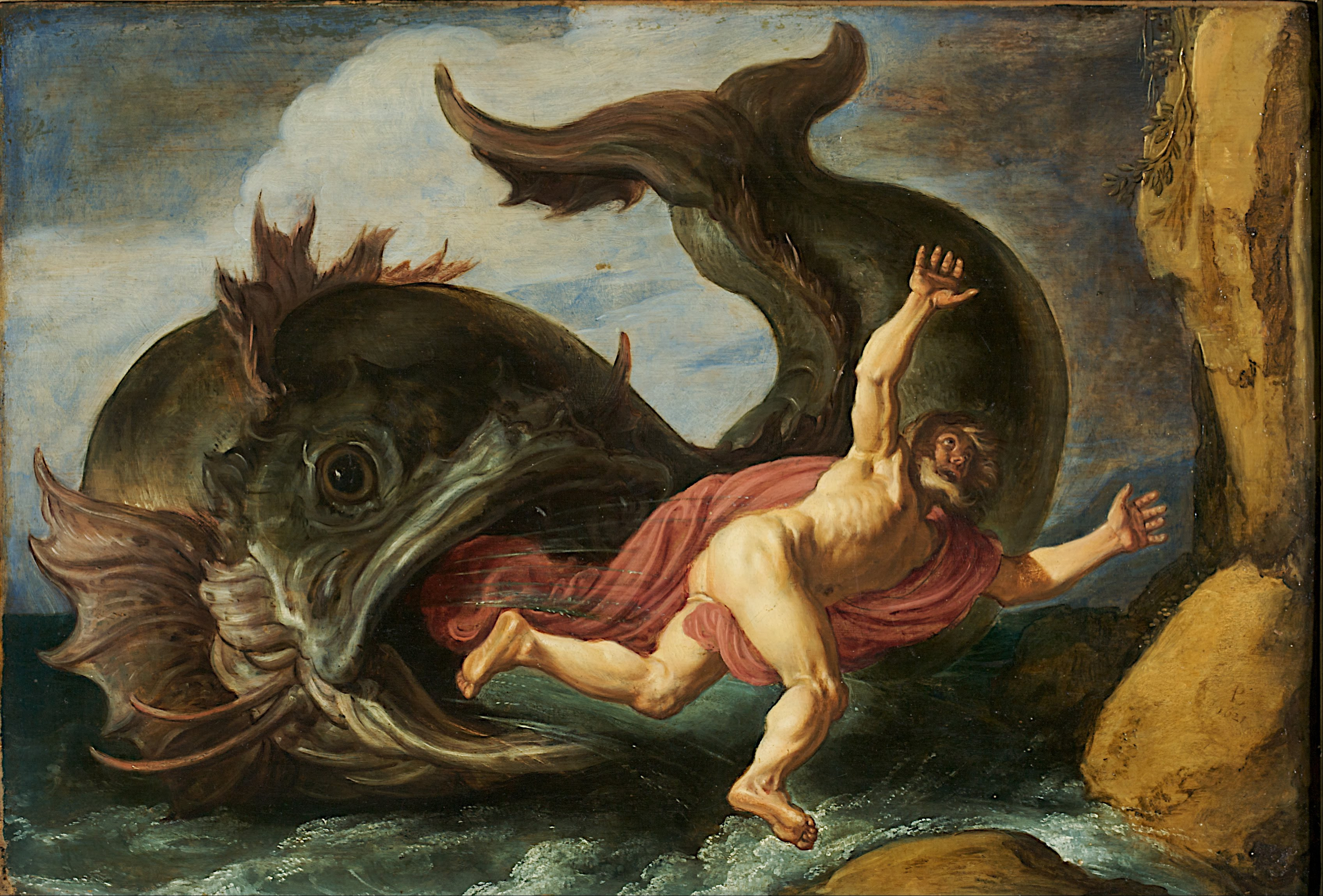
یونس و ماهی (۱۶۲۱) از پیتر لاستمن

یونس شخصیت اصلی کتاب یونس است که در آن یهوه، خدای اسرائیل، به او امر می‌کند به نینوا رود و به اهالی شهر بگوید که «شرارت‌های بزرگ آن‌ها نزد من (یهوه) رسیده‌است.» اما یونس در عوض سعی می‌کند از «حضور خداوند» فرار کند و به همین منظور تصمیم می‌گیرد به یافا برود و با کشتی خود را به ترشیش برساند. در راه، کشتی گرفتار طوفانی عظیم می‌شود و ملوانان زمانی که متوجه می‌شوند این طوفانی معمولی نیست، قرعه‌کشی می‌کنند و به این نتیجه می‌رسند که یونس مقصر است. یونس اعتراف می‌کند و می‌گوید اگر او را به دریا اندازند، طوفان متوقف خواهد شد. با این حال، ملوانان چنین نمی‌کنند و به مسیر ادامه می‌دهند، اما وقتی تمام تلاش‌هایشان ناکام می‌ماند، مجبور می‌شوند یونس را به دریا افکنند. در نتیجه، طوفان به پایان می‌رسد و سپس ملوانان به یهوه قربانی تقدیم می‌کنند. یونس به‌طور معجزه‌آسایی پس از این که ماهی بزرگی او را می‌بلعد، زنده می‌ماند و سه روز و سه شب را در شکم او می‌گذراند. یونس در شکم ماهی بزرگ، به درگاه یهوه دعا می‌کند و متعهد می‌شود که او را شکر گوید و آنچه عهد کرده را به سرانجام رساند. سپس یهوه به ماهی دستور می‌دهد یونس را بالا آورد.

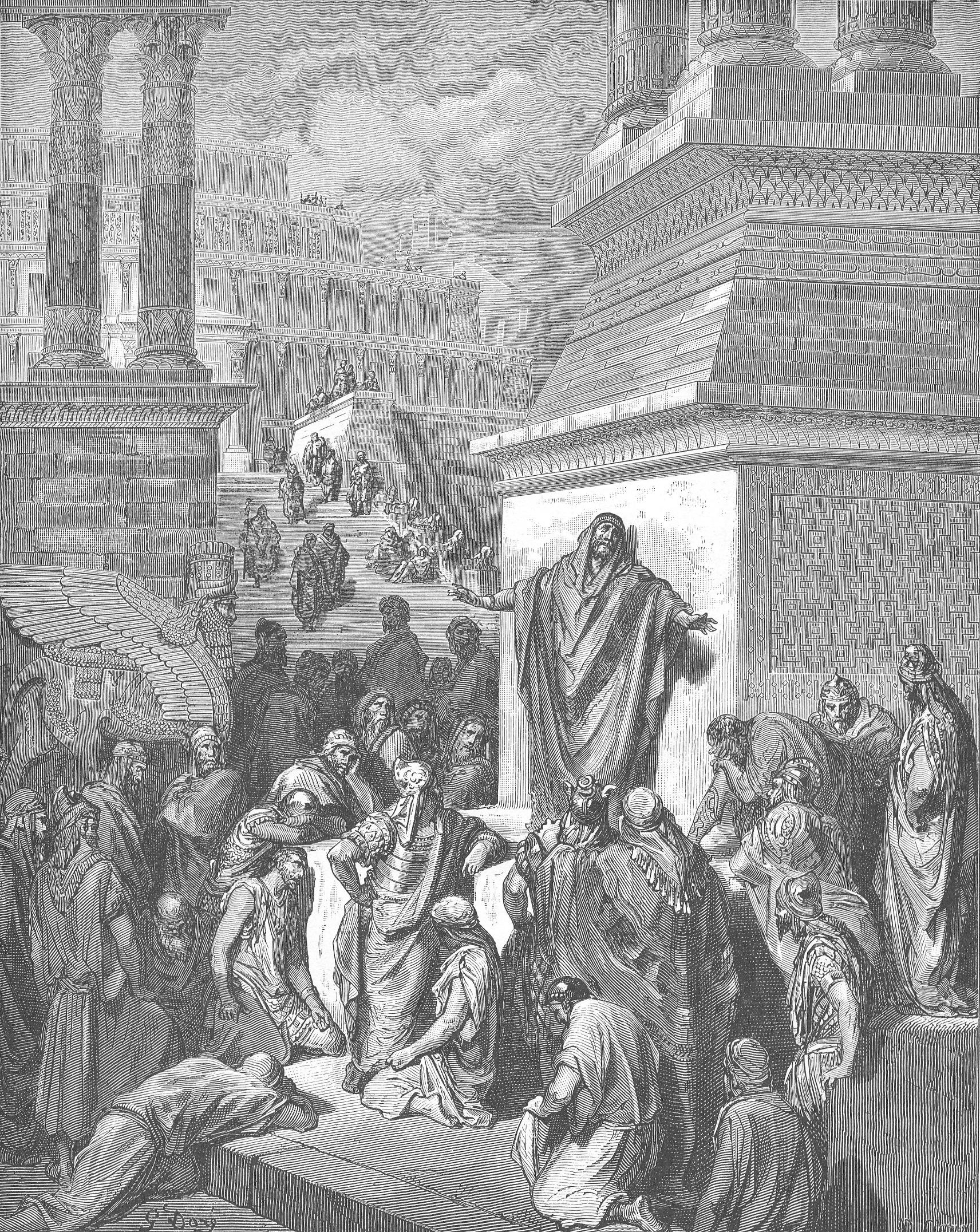
موعظه یونس برای اهل نینوا (۱۸۶۶) اثری از گوستاو دوره

یهوه دوباره به یونس امر می‌کند که به نینوا سفر کند و به اهالی آن هشدار دهد که غضب الهی نزدیک است. این بار او خود را به نینوا می‌رساند و برای مردم شهر موعظه می‌کند: «چهل روز دیگر نینوا سقوط خواهد کرد.» پس از گشت و گذار یونس در شهر، مردم نینوا حرف او را باور و اعلام می‌کنند همه روزه بگیرند. پادشاه نینوا خرقه می‌پوشد و بر خاکستر می‌نشیند و حکمی صادر می‌کند: همه روزه بگیرند، خرقه بپوشند، عبادت و توبه کنند. یهوه قلب‌های توبه‌کننده آن‌ها را می‌بیند و این بار شهر را می‌بخشد؛ چون تمام شهر (حتی حیوانات) در خرقه و خاکستر مشغول عبادت بودند.

این شرایط باعث ناراحتی یونس می‌شود و او با اشاره به فرار خود به ترشیش، می‌گوید چون یهوه بخشنده است، بدیهی بود که سرانجام از مصیبت‌هایی که وعده داده‌است، عقب‌نشینی خواهد کرد. یونس سپس از شهر خارج می‌شود و بیرون از آن برای خود پناهگاهی می‌سازد و منتظر می‌ماند تا ببیند آیا شهر نابود خواهد شد یا خیر. یهوه گیاهی (קִיקָיוֹן، کیکایون در عبری) در کنار پناهگاه یونس می‌رویاند تا سایه‌ای در برابر نور خورشید بالای سر او ایجاد شود. مدتی بعد، یهوه کرمی را می‌فرستد تا ریشه گیاه را گاز بگیرد و گیاه خشک می‌شود. یونس که در این زمان خورشید با بیشترین حرارت بر او می‌تابد، از حال می‌رود و از یهوه می‌خواهد که او را بکشد.
اما یهوه به یونس گفت: «آیا تو حقی داری که به خاطر گیاه عصبانی شوی؟» و او گفت: «حق دارم. من به اندازه‌ای عصبانی هستم که بمیرم.» اما یهوه گفت: «تو نگران این گیاه بودی، هر چند برای آن زحمتی نکشیده بودی و باعث رشدش نشده بودی. یک‌شبه رویید و یک‌شبه خشک شد. اما نینوا بیش از ۱۲۰ هزار نفر جمعیت دارد که دست راست خود را از دست چپشان تشخیص نمی‌دهند و حیوانات بسیار نیز دارد. آیا من نباید برای آن شهر بزرگ نگران باشم؟»
— کتاب یونس ۴:۹–۱۱

## دیدگاه تاریخی-انتقادی
داستان مردی که توسط نهنگ یا ماهی بزرگ بلعیده می‌شود، در نظام دسته‌بندی آرنه–تامپسون در دسته ATU 1889G قرار می‌گیرد.

### صحت تاریخی
اتفاق نظری بین محققان جریان اصلی کتاب مقدس وجود دارد که مطالب کتاب یونس کاملاً غیر تاریخی است. هر چند گفته می‌شود یونس در قرن هشتم قبل از میلاد زیسته‌است، اما کتاب یونس قرن‌ها بعد در زمان شاهنشاهی هخامنشی نوشته شده‌است. عبریِ مورد استفاده در کتاب یونس تأثیرات شدیدی از زبان آرامی را نشان می‌دهد و رسوم فرهنگی توصیف شده در آن، با عناصر فرهنگی ایرانیان هخامنشی مطابقت دارد. کتاب در توصیف نینوا می‌گوید شهر بزرگی «بود» که نشانه‌ای از نوشته‌شدن آن بعد از نابودی نینوا در ۶۱۲ قبل از میلاد است. بسیاری از محققان اعتقاد دارند کتاب یونس نقیضه یا طنزی است که به صورت آگاهانه به این سبک نوشته شده‌است. اگر این چنین باشد، پس احتمالاً بدان دلیل به تنخ اضافه شده‌است که بررسی‌کنندگان نتوانسته‌اند ماهیت طنزآمیز آن را تشخیص دهند و به اشتباه تصور کرده‌اند این اثری جدی در مورد یک پیامبر است.
هر چند کتاب یونس افسانه‌ای محسوب می‌شود، اما شخص یونس ممکن است یک فرد تاریخی بوده باشد. اشاره کوتاهی به او در کتاب دوم پادشاهان وجود دارد:
او مرزهای اسرائیل از ورودی حمات تا دریای عربه را به حالت پیشین بازگرداند؛ مطابق گفتهٔ یهوه، خدای اسرائیل که توسط بنده‌اش یونس پسر امیتای از انبیای گث هفر، سخن می‌گوید.— کتاب دوم پادشاهان، ۱۴:۲۵
در نظر بیشتر محققان، نویسنده ناشناس کتاب یونس از پیامبر گمنامی که در کتاب دوم پادشاهان از او نام برده شده‌است استفاده کرده و آن را به پایه و اساس شخصیت تخیلی یونس تبدیل کرده‌است، اما به عقیده گروهی دیگر، شخصیت یونس به کل افسانه‌ای است.

### عناصر طنز

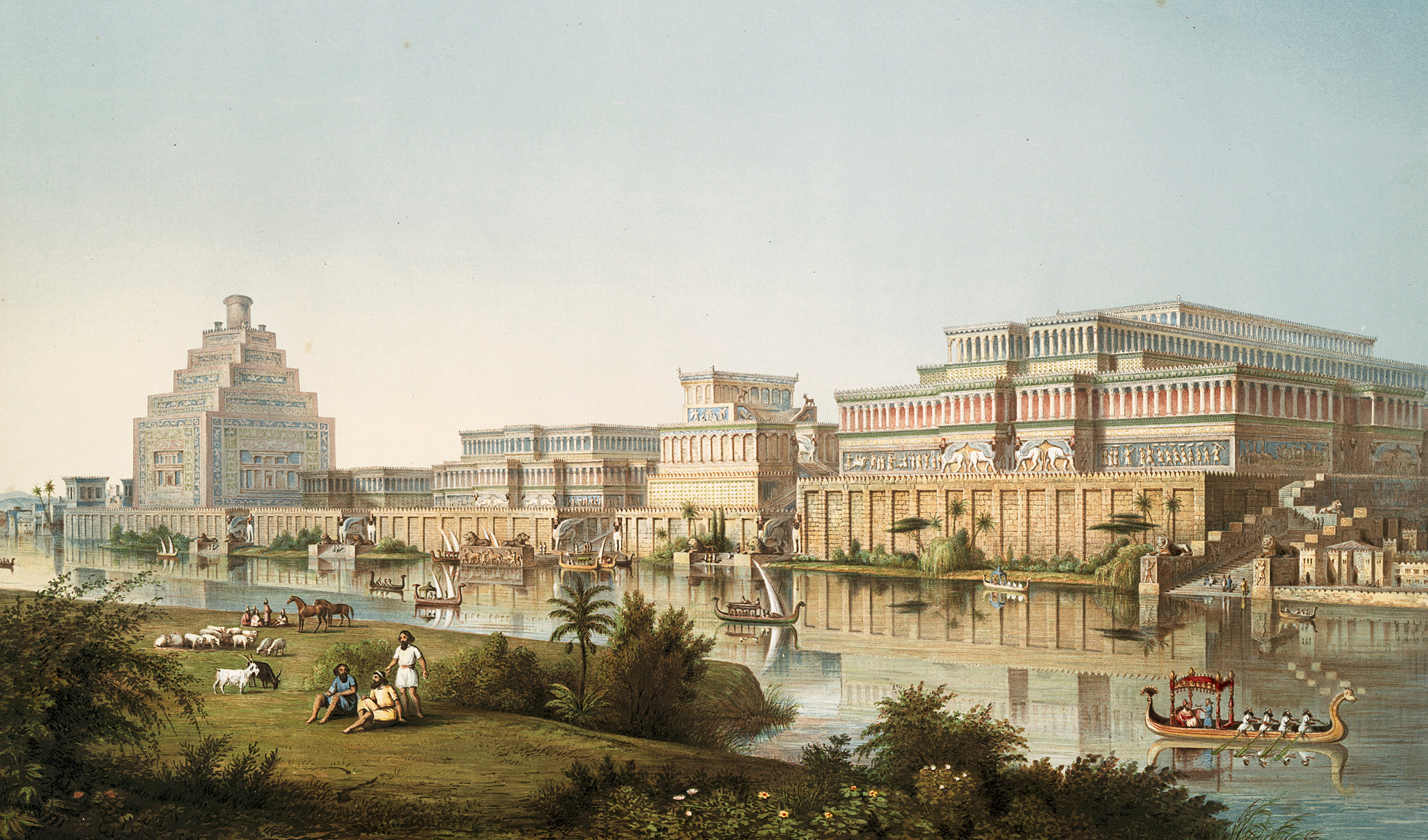
نینوا در اثری از آستن هنری لایارد. نویسنده داستان یونس دربارهٔ بزرگی این شهر اغراق زیادی کرده، به گونه‌ای که راهپیمایی یونس در نینوا ۳ روز طول می‌کشد. داستان‌پرداز همچنین به اشتباه حاکم نینوا را «پادشاه» نامیده‌است.

نظراتی که یونس در کتاب ابراز می‌کند، تمسخر دیدگاه‌های اعضای جامعه یهودیانِ زمان نوشته‌شدن کتاب است. مخاطب اصلی این طنز ممکن است گروهی باشد که مورتون اسمیت آن‌ها را «جدایی‌طلب» نامیده‌است؛ اینان معتقد بودند خدا کسانی را که از او اطاعت نمی‌کنند نابود خواهد کرد، شهرهای گناهکار از بین می‌روند (مانند سدوم در داستان لوط) و رحمت خدا آنان را که خارج از عهد ابراهیمی هستند، شامل نمی‌شود. در نظر مک‌کنزی و گراهام، «یونس از برخی جهات راست‌آئین‌ترینِ الهی‌دانان اسرائیلی است و نویسنده قصد داشته منظوری دینی برساند.» مک‌کنزی و گراهام اعتقاد دارند این کتاب پر از طنز و کنایه است و این طنز حتی نام خود یونس را هم شامل می‌شود؛ شخصیتی که مثل یک شاهین است و در طول کتاب نظراتی ستیزه‌جویانه دارد، اما از قضا نام او از نظر لغوی به معنای «کبوتر» است، پرنده‌ای که در نظر اسرائیلیان باستان نماد صلح بوده‌است.
نپذیرفتن دستورهای خدا توسط یونس، نقیضه اطاعت دیگر پیامبران تنخ است. توبه فوری پادشاه نینوا، نقیضه حاکمانی مثل صادقیا و اهب است که در دیگر نوشته‌های کتاب مقدس اخطارهای پیامبران را نادیده می‌گیرند. آمادگی ملوانان کشتی و مردم نینوا برای پرستش خدا، با بی‌میلی خود یونس در تضاد است و تضاد دیگر، آن است که یونس به سرنوشت مردم نینوا از گیاهی که برایش سایه فراهم کرده علاقه کمتری دارد.
یونس یک یهودی خارجی‌ستیز است؛ او خدای خودش را فقط خدای ملی اسرائیل می‌داند و از او توقع دارد طرف ملتِ خودش را بگیرد، نه طرف جنتیل‎ها را؛ خدا باید نینوا، پایتخت دولتِ هراس‌افکن آشور، را به سزای اعمالش برساند تا اسرائیل را نجات دهد. کتاب در زمانی نوشته شده که یهودیان بسیاری در سراسر خاورمیانه پراکنده شده بودند و برخی اینان تصور می‌کردند باید با دوری‌گزیدن از جنتیل‌ها ایمانشان را حفظ کنند. به همین دلیل، در نظر گروهی از تاریخ‌پژوهان، خدای جهان‌شمول داستان از عناصر طنز آن است. مطابق فرضیه‌ای دیگر، داستان به عدم تحقق پیشگویی پیامبران (در واقعیت: حکومت جهانی یهوه؛ در داستان: نابودی نینوا) کنایه می‌زند. به همین جهت، یونس عصبانی است که چرا گفته‌های خدا بی‌اثر است و رنگ واقعیت نمی‌گیرد؛ یونس به این دلیل احساس حماقت می‌کند. از سویی دیگر، داستان می‌تواند دربارهٔ عدل الهی هم باشد؛ یهودیان تبعیدی سبک زندگی جنتیل‌ها را شنیع می‌یافتند اما با این وجود، نینوای گناهکار بخشیده می‌شود و اسرائیل نابود شده‌است؛ آنان به همین دلیل دربارهٔ عدل الهی با سوالاتی مواجه شده بودند.
در کتاب یونس همچنین عناصری از ابسوردیسم ادبی نیز دیده می‌شود؛ کتاب دربارهٔ وسعت نینوا بیش از اندازه اغراق کرده‌است (نوشته شده که راهپیمایی یونس در نینوا سه روز طول کشید) و به اشتباه حاکم شهر را «پادشاه» نامیده‌است. به گفته محققان، از دیدگاهی واقع‌گرایانه، هیچ انسانی نمی‌تواند سه روز در شکم ماهی زنده بماند و همچنین روزه گرفتن گوسفندان نینوا «احمقانه» است.
بلعیده‌شدن قهرمان داستان توسط ماهی بزرگ یا نهنگ به الگویی برای آثار طنز بعدی تبدیل شد. اتفاقات مشابه در داستان واقعی لوثین، نوشته شده در قرن دوم میلادی، و روایت بارون مایچوزن از سفرها و جنگ‌های عجیبش در روسیه، نوشته رودولف اریش راسپه و چاپ ۱۷۸۵، از این قبیل هستند.

## دیدگاه‌های دینی

### یهودیت

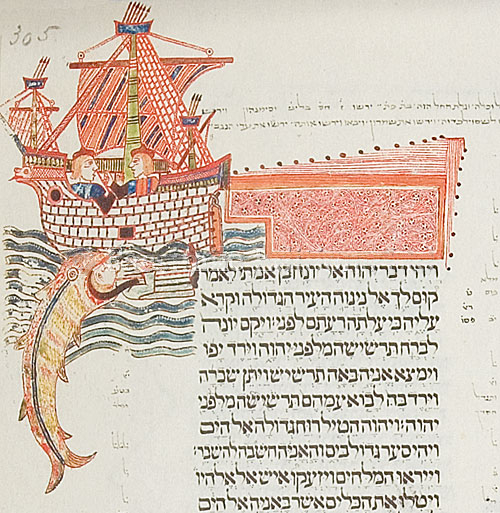
بلعیده‌شدن یونس توسط ماهی در یک نسخه خطی از کتاب مقدس در کتابخانه بادلین

کتاب یونس (יונה، یوناه) یکی از دوازده کتاب پیامبران صغیر است که در تنخ گنجانده شده‌است. مطابق یک روایت، او همان کودکی بود که الیاس در کتب پادشاهان او را به زندگی بازگرداند. روایتی دیگر، او را فرزندِ زن شونم که الیسع در کتاب دوم پادشاهان او را زنده کرد، می‌داند و «پسر امیتای» (راستی) نامیده‌است زیرا مادرش پیامبری الیسع را پذیرفت. کتاب یونس همه ساله به‌طور کامل به متن اصلی عبری آن در مراسم یوم کیپور هنگام نیایش مینچا خوانده می‌شود. بنا به گفته ربی الیزر، آن ماهی که یونس را بلعید، در دوران پیش از طوفان خلق شده بود، درون دهانش مثل یک کنیسه بود، چشم‌هایش مثل پنجره بودند و مرواریدی که در دهانش بود نور ایجاد می‌کرد.
به گفته متون میدراشی، زمانی‌که یونس درون ماهی بود، ماهی به او گفت که مرگ در انتظارش است زیرا به زودی لویاتان هر دو آن‌ها را خواهد خورد. یونس به ماهی قول داد که او و خودش را نجات دهد. ماهی مطابق راهنمایی‌های یونس در کنار لویاتان به بالا شنا کرد و یونس لویاتان را تهدید کرد که او را با زبانش خواهد بست و اجازه می‌دهد ماهی دیگر او را بخورد. لویاتان با شنیدن تهدیدهای یونس، مشاهده کرد که او ختنه شده‌است و خداوند او از محافظت می‌کند، بنابراین با وحشت فرار کرد و یونس و ماهی زنده ماندند. ابراهیم بن عزرا (۱۰۹۲–۱۱۶۷)، محقق و ربی یهودی قرون وسطی، با هرگونه برداشت تحت‌اللفظی از کتاب یونس مخالف بود و اعتقاد داشت که «تجارب همه پیامبران به جز موسی، در تصوراتشان بوده‌است و این اتفاقات در واقعیت روی نداده‌اند.» اسحاق ابرونئیل (۱۴۳۷–۱۵۰۹) اما معتقد بود سه روز زنده ماندن در شکم ماهی برای یونس امری ساده بود، زیرا «جنین ۹ ماه بدون دسترسی به هوای تازه زندگی می‌کند.»
توبه (بخشیده شدن توسط خدا) تفکری مهم در اندیشه یهودیان است و در کتاب یونس بسط داده شده‌است: یونس، پسر راستی (نام پدرش «امیتای» در عبری به معنای راستی است)، از دعوت مردم نینوا به توبه امتناع می‌کند. او فقط به دنبال راستی است، نه بخشش. وقتی مجبور به رفتن می‌شود، مردم نینوا پیام او را پذیرفته و با شور اشتیاق توبه می‌کنند و «روزه می‌گیرند، حتی گوسفندان نیز چنین می‌کنند.» و متون یهودی از این امر انتقاد کرده‌اند. کتاب یونس همچنین رابطه گاه بی‌ثبات بین دو نیاز مذهبی، آسایش و راستی، را برجسته می‌کند.

### مسیحیت
از یونس دو مرتبه در فصل چهاردهم کتاب توبیاس، یکی از کتاب‌های قانونی ثانی، یاد شده‌است. بار دوم، زمانی است که فرزند توبیاس با شادی خبر نابودی نینوا توسط بخت نصر و اخشورش را می‌شنود و آن را تحقق پیشگویی یونس علیه پایتخت آشور می‌یابد.
در عهد جدید، انجیل‌های متی و لوقا از یونس نام برده‌اند. در انجیل متی، زمانی‌که کاتبان و فریسیان از عیسی نشانه‌ای می‌خواهند، او پاسخ می‌دهد آن نشانه، نشانه یونس است: یونس بعد از سه روز زندگی در شکم ماهی بزرگ زنده ماند که نشانه‌ای از رستاخیز خود عیسی است:
نسل شرارت‌پیشه و زناکار نشانه‌ای می‌خواهند! امّا نشانه‌ای به ایشان داده نخواهد شد، به غیر از نشانه یونس نبی. چون نظیر یونس که سه روز و سه شب در شکم ماهیِ بزرگی بود، پسر انسان نیز سه روز و سه شب در دل زمین خواهد بود. اهل نینوا به قضاوت این نسل خواهند نشست و آن را محکوم خواهند کرد؛ زیرا آنان بعد از موعظه یونس توبه کردند و حال کسی بزرگ‌تر از یونس اینجاست.— انجیل متی، 12:39–41

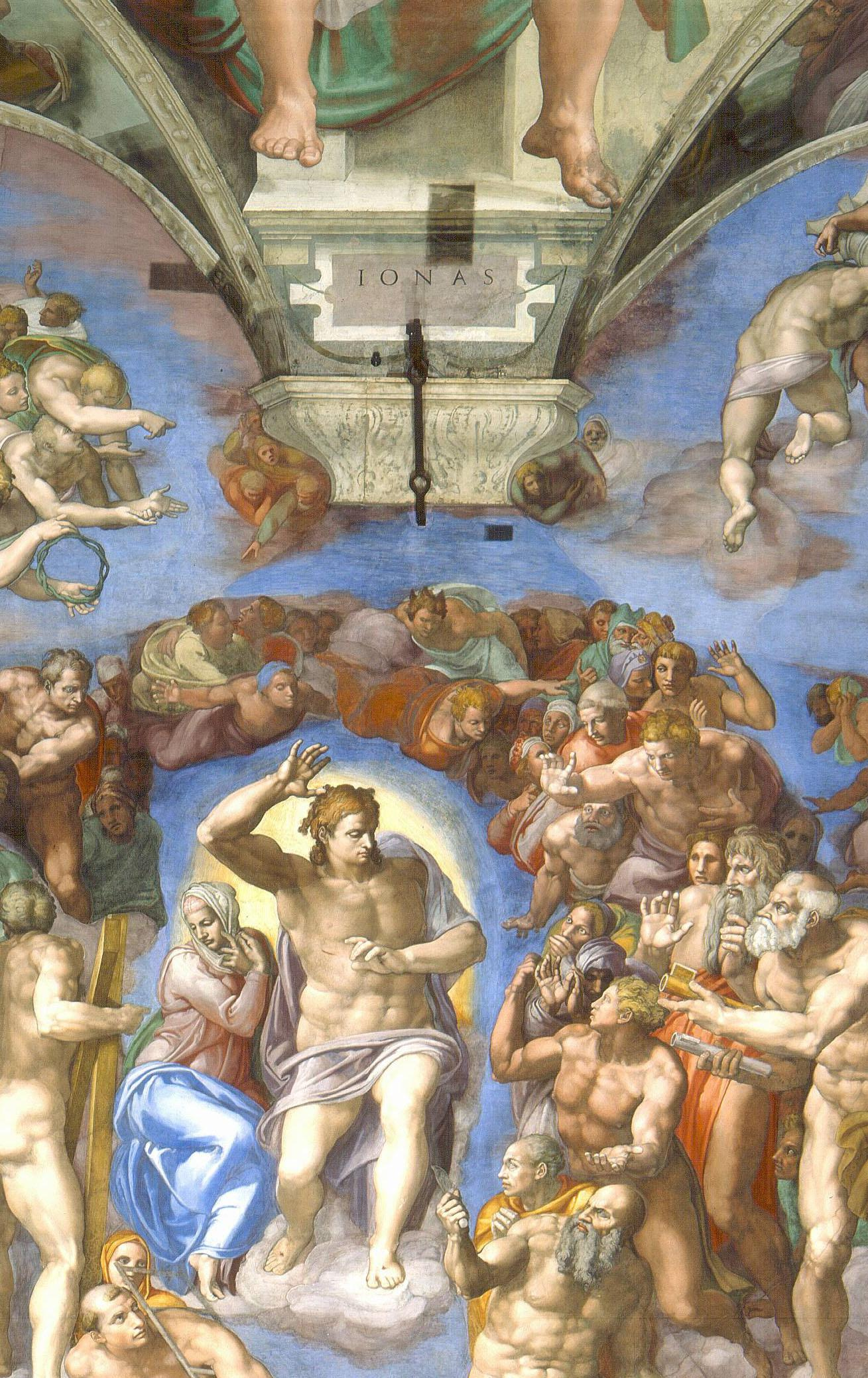
یونس (IONAS) و عیسی در داوری نهایی از میکل‌آنژ؛ اینجا یونس سلف عیسی نمایانده شده‌است.

برخی از شاخه‌های مسیحیت یونس را یک قدیس محسوب می‌کنند. در تقویم قدیسین کلیسای کاتولیک رومی، روز ۲۱ سپتامبر و در تقویم دینی کلیسای ارتدکس شرقی روز ۲۲ سپتامبر (در کلیساهایی که از تقویم ژولینی استفاده می‌کنند، در تقویم گریگوری ۲۲ سپتامبر در ماه اکتبر قرار می‌گیرد) به یونس تعلق دارد. در کلیسای حواری ارمنی، در تاریخ‌های مختلفی بزرگداشت یونس به تنهایی و به عنوان یکی از پیامبران صغیر برگزار می‌شود. سفر یونس به نینوا نیز با روزه نینوا در کلیساهای سریانی و ارتدکس مشرقی بزرگ داشته می‌شود.
الهی‌دانان مسیحی به‌طور سنتی یونس را پیش‌درآمدی برای عیسی دانسته‌اند. در این روایات، یونس سه روز بعد از بلعیده‌شدن توسط ماهی (که مصداق تصلیب عیسی است) از او بیرون می‌آید و عیسی نیز سه روز بعد از تصلیب، از قبر برمی‌خیزد. جروم یونس را نمونه ملی‌گرای عیسی می‌داند و می‌گوید «یونس مثل یک میهن‌پرست عمل کرد، نه اینکه او از اهل نینوا متنفر بود، بلکه نمی‌خواست مردم خودش را نابود کند.»
دیگر مفسران مسیحی مثل آگوستین و مارتین لوتر دیدگاهی متضاد را پیش گرفتند و یونس را نماد رشک و حسادت دانسته‌اند که در نظرشان، از ویژگی‌های ذاتی مردم یهود است. لوتر نتیجه می‌گیرد که آن گیاه نماد یهودیت است و کرمی که آن را نابود کرد، نماد عیسی است. او همچنین تردید دارد که معنای ظاهری کتاب یونس باید جدی گرفته شود و می‌گوید اگر این داستان بخشی از کتاب مقدس نبود، کسی آن را واقعی نمی‌پنداشت. تفسیر یهودستیزانه لوتر از یونس تفسیر رایج میان پروتستان‌های آلمانی اوایل عهد معاصر بود. در نظر یوهان داوید میکائیلیس، معنای قصه کاملاً واضح است و برای سرزنش حسادت اسرائیلیان به همه ملل جهان است. آلبرت آیشهورن نیز با او هم‌نظر بود.
ژان کالون و جان هوپر کتاب یونس را هشداری برای همه کسانی که ممکن است سعی در فرار از خشم خدا داشته باشند دانسته‌اند. در حالی که لوتر نظر قطعی نداشت که کتاب یونس توسط خود او نوشته شده یا نه، کالون معتقد بود یونس کتاب را برای اعتراف به گناه نوشته‌است. به عقیده کالون، تجربه یونس از زندگی در داخل شکم ماهی مشابه تجربه آتش جهنم است که بنا دارد یونس را اصلاح کند و در مسیر راستی قرار دهد. همچنین برخلاف لوتر، کالون همه شخصیت‌های داستان را مقصر می‌یابد؛ او ملوانان را «سنگدلانی» چون سیکلوپ‌ها، توبه مردم نینوا را «غیر صحیح» و پادشاه نینوا را «تازه‌کار» می‌داند. از طرف دیگر، هوپر یونس را کهن‌الگوی یک دگراندیش و کشتی را نماد دولت می‌یافت. او ضمن ملامت چنین دگراندیشانی، نوشته‌است: «آیا می‌توانی با یونس‌های زیادی در آرامش زندگی کنی؟ نه، آن‌ها را به دریا افکن!» در قرن هجدهم، برای استادان آلمانی ممنوع بود که در تدریس خود کتاب یونس را چیزی غیر از یک روایت تاریخی معرفی کنند.

### در اسلام

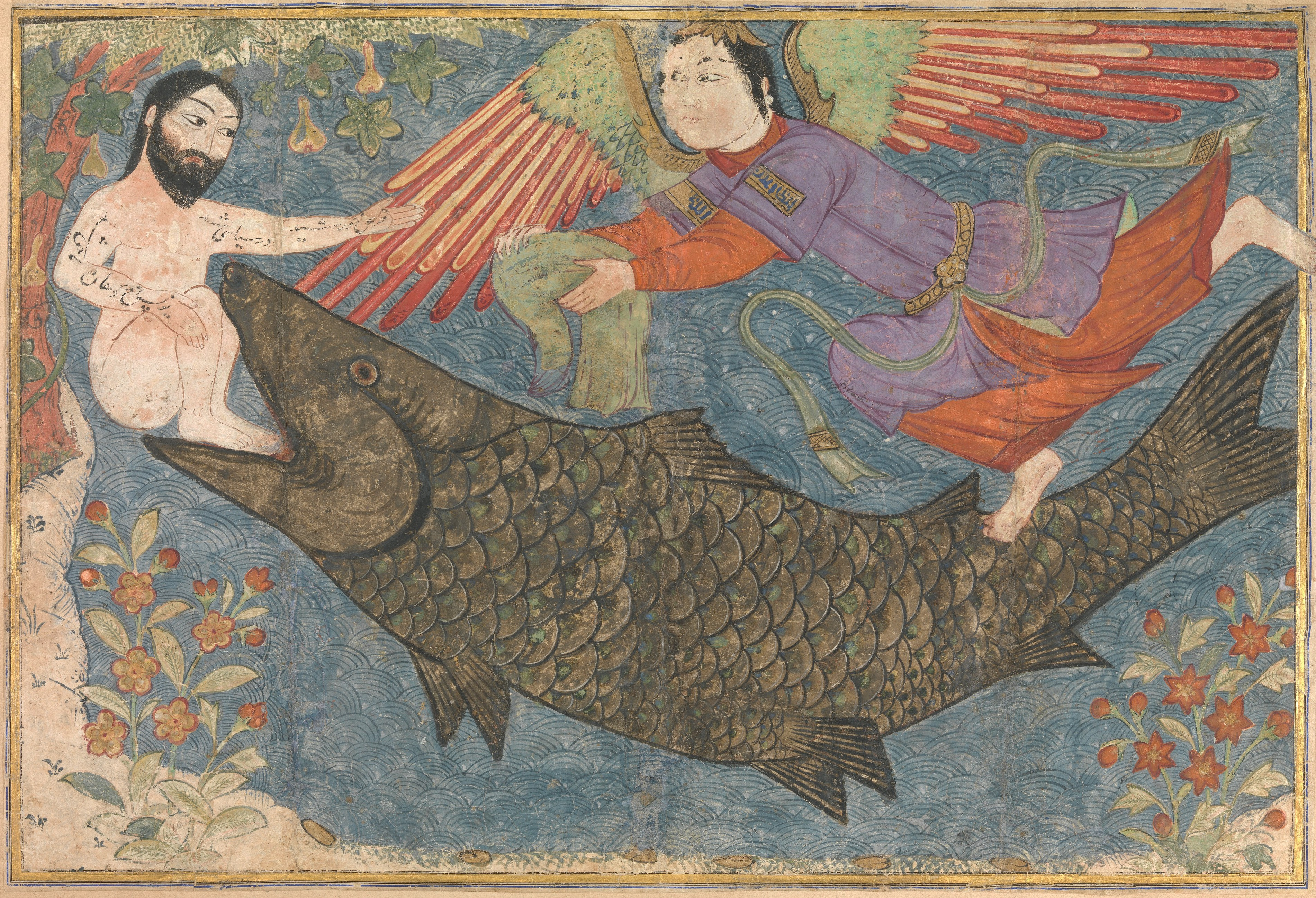
یونس و ماهی بزرگ در جامع‌التواریخ (حدود ۱۴۰۰ میلادی)، نگهداری‌شده در موزه متروپولیتن نیویورک

یونس نام دهمین سوره قرآن است. یونس به‌طور سنتی اهمیت والایی در اسلام داشته‌است زیرا به عنوان یک پیامبر به خدا مؤمن بود و پیام او را رساند. در میان دوازده پیامبر صغیر یهودیت، او تنها کسی است که در قرآن نام او ذکر شده‌است. یونس در دو آیه قرآن ذُو ٱلنُّوْن (صاحب ماهی) نامیده شده‌است و در دو آیه دیگر از او با عنوان «رسول‌الله» یاد شده‌است. سوره صافات آیات ۱۳۹ تا ۱۴۸ داستان یونس را روایات کرده‌اند:
یونس نیز یکی از آنان بود (که توسط ما) فرستاده شد.
زمانی‌که (مانند برده‌ای از اسارت) به سوی کشتی گرابنار گریخت، او (پذیرفت) با آنان قرعه اندازد و محکوم شد: سپس ماهی بزرگ او را بلعید و کارهایی انجام داد که لایق سرزنش بود. اگر او الله را حمد نمی‌گفت، قطعاً تا روز قیامت در ماهی باقی می‌ماند. اما ما او را در حالت مریضی به کرانه بایر انداختیم و گیاهی از نوع کدوی بالای سر او رویاندیم؛ و ما او را نزد صد هزار یا بیشتر فرستادیم و آنان ایمان آوردند و ما اجازه دادیم آنان برای مدتی بهره‌مند گردند.— قرآن صافات، آیات ۱۳۹ تا ۱۴۸
قرآن هیچ اشاره‌ای به نام پدر یونس نکرده‌است اما در روایات سنتی مسلمانان یونس به قبیله بنیامین تعلق دارد و پدرش امیتای نامیده می‌شود.

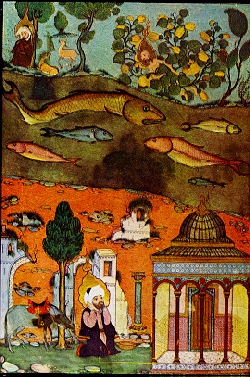
یونس تلاش می‌کند لختی خود را بپوشاند (بالا سمت راست). مینیاتوری از امپراتوری عثمانی، قرن ۱۶ میلادی.

در چند واقعه در حیات محمد نیز از یونس نام برده شده‌است. در برخی موارد، محمد با حمد و احترام از یونس سخن گفته‌است. به عنوان مثال، یکی از احادیث نقل می‌کند ده سال بعد از آغاز وحی به محمد، او به شهر طائف رفت و از رهبران شهر تقاضا کرد به او اجازه دهند دین خود را به جای مکه، در آنجا تبلیغ کند، اما مردم او را از شهر بیرون انداختند. وی در باغ عتبه و شیبه، دو عضو قبیله قریش، پناه گرفت. غلام آن‌ها عداس برای او انگور آورد و محمد از او پرسید اهل کجاست و غلام خود را اهل نینوا معرفی کرد. محمد در واکنش گفت «شهر یونس صالح، پسر متی!» عداس «شگفت‌زده» شد زیرا «می‌دانست بت‌پرستان عرب یونس نبی را نمی‌شناسند.» او سپس از محمد سؤال کرد که چگونه آن مرد را می‌شناسد و محمد پاسخ داد: «ما برادر هستیم. یونس پیامبر خدا بود و من نیز پیامبر خدا هستم.» عداس بلافاصله اسلام آورد و دست و پاهای محمد را بوسید.
در یکی از احادیث محمد که در صحیح بخاری روایت شده، محمد می‌گوید «کسی نباید بگوید من برتر از یونس هستم.» حدیثی مشابه محمد توسط یزید، دومین خلیفه اموی، نیز نقل شده‌است. امیة بن ابی‌الصلت، رقیب و معاصر محمد، معتقد بود اگر یونس به درگاه الله نماز نمی‌خواند، تا روز قیامت در شکم ماهی می‌ماند اما به دلیل نمازهایش، تنها چند روز آنجا ماند.
محمد بن جریر طبری روایت کرده که استخوان‌ها و اعضای یونس در زمان زندگی در شکم ماهی آسیب ندیدند. طبری همچنین روایت کرده که الله بدن ماهی را شفاف ساخت تا یونس بتواند شگفتی‌های اعماق دریا را ببیند و یونس شنید که همه ماهیان حمدالله را می‌گویند. به گفته کسایی مروزی، شاعر ایرانی، پدر یونس در زمان تولد او هفتاد ساله بود و اندکی بعد از تولد او مرد و تنها یک قاشق چوبی برای مادر یونس باقی گذاشت که مدتی بعد به شاخ نعمت تبدیل شد.
در ایران، یک زندانی عقیدتی به نام محسن امیراصلانی به دلیل تفسیر متفاوت از داستان یونس توسط جمهوری اسلامی اعدام شده‌است.

## قبر یونس

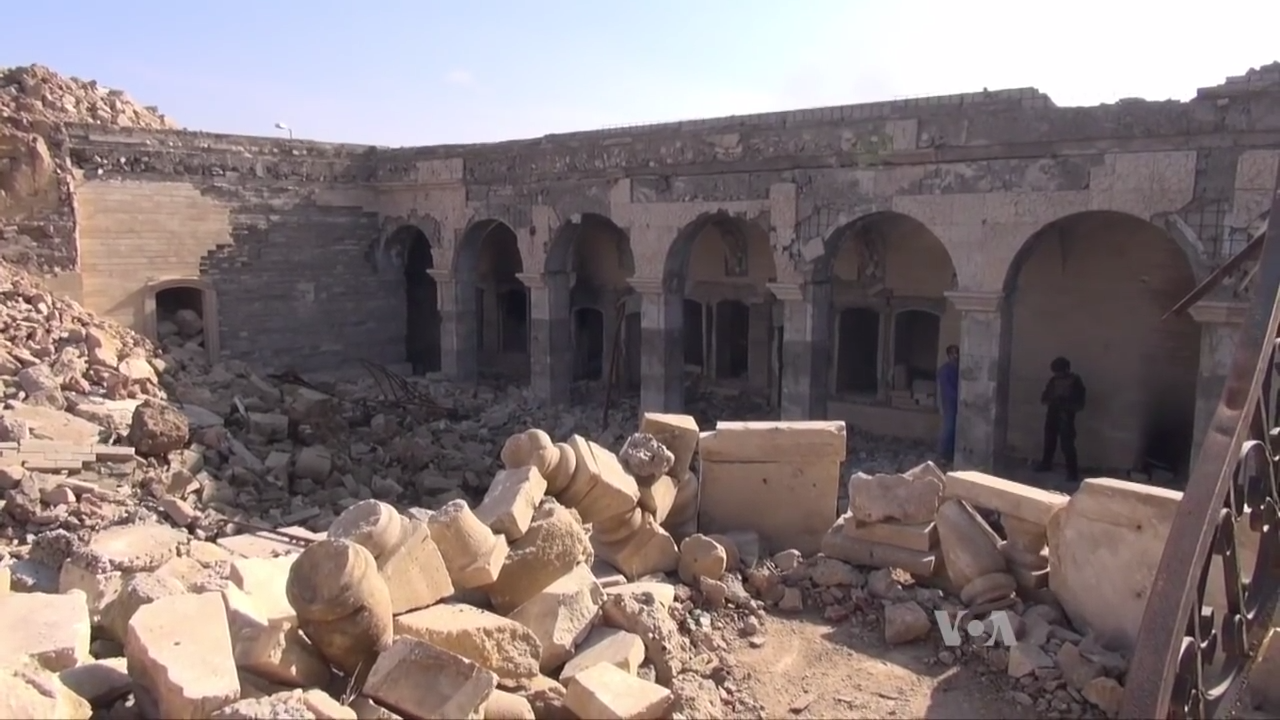
مسجد یونس بعد از نابودی توسط داعش

در ویرانه‌های فعلی نینوا تپه‌ای به نام یونس نبی وجود دارد که در آن مسجدی منسوب به یونس واقع است. در آن مسجد، قبری وجود داشت که مسلمانان و مسیحیان هر دو آن را به عنوان قبر یونس گرامی می‌داشتند. قبر زائران زیادی داشت و نماد وحدت مسلمانان، مسیحیان و یهودیان در خاورمیانه محسوب می‌شد. در ۲۴ ژوئیه ۲۰۱۴، دولت اسلامی عراق و شام (داعش) در ادامه تخریب قبور مذهبی که آنان را بت‌پرستی می‌دانست، مسجد را نابود کرد. بعد از پس‌گیری موصل در ژانویه ۲۰۱۷، قصری آشوری باستانی متعلق به اسرحدون در قرن ۷ قبل از میلاد زیر ویرانه‌های مسجد کشف شد. داعش بیشتر اشیای باستانی قصر را غارت کرده بود تا در بازار سیاه بفروشد، اما برخی از کشفیاتی که حمل و نقلشان سخت‌تر بود، همان‌جا باقی مانده بودند.
از دیگر قبرهایی که مسلمانان به یونس منسوب کرده‌اند یکی در روستای عربی مشهد در اسرائیل است. قبری دیگر در شهر فلسطینی حلحول در کرانه باختری قرار دارد و یکی دیگر در لبنان است. مطابق روایاتی دیگر، قبر او در بلندی یونس در اشدود اسرائیل است. قبری دیگر نیز در دیاربکر است که در پشت محراب مسجد فاتح پاشا واقع است. اولیا چلبی در سیاحت‌نامه خود نوشته‌است که از قبر یونس نبی و جرجیس نبی زیارت کرده‌است.

## ماهی

### ترجمه

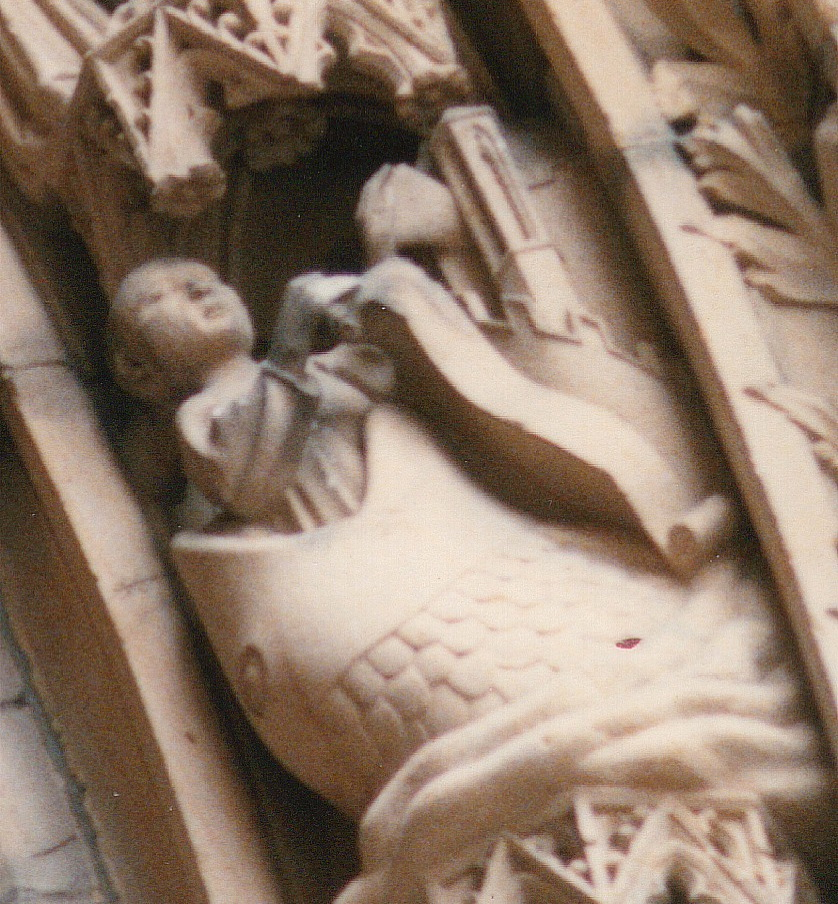
یونس و ماهی در کلیسای جامع ورمس

هر چند امروزه نام ماهی در ترجمه‌ها اغلب نهنگ ذکر می‌شود، اما در متن عبری به هیچ گونهٔ دریایی به‌خصوصی اشاره نشده و تنها از «ماهی بزرگ» یا «ماهی عظیم» (آرایه‌شناسان معاصر نهنگ‌ها را در دسته پستانداران طبقه‌بندی می‌کنند و نه ماهی‌ها، اما فرهنگ‌های باستانی چنین تمایزی قائل نمی‌شدند) نام برده شده‌است. برخی از محققان کتاب مقدس اعتقاد دارند اندازه و عادات کوسه سفید بزرگ با تجربیات یونس مطابقت بهتری می‌تواند داشته باشد، اما معمولاً یک انسان بالغ بزرگ‌تر از آن است که توسط یک کوسه سفید بزرگ به‌طور کامل بلعیده شود. پیشرفت‌ها در شکار نهنگ از قرن ۱۸ به بعد، روشن کرد که بیشتر (یا هیچ‌کدام از) گونه‌های نهنگ قادر به بلعیدن یک انسان نیستند و همین امر منجر به بروز تردیدهایی در مورد صحت داستان یونس شد.
لغت عبری به کار رفته (דג גדול) به معنای «ماهی بزرگ» است. در ترجمه یونانی κήτει μεγάλῳ به معنای «ماهی سترگ» به کار رفته‌است. همین کلمه (کتوس) در اساطیر یونانی برای توصیف هیولای دریایی که توسط پرسئوس کشته شد، استفاده شده‌است. جروم در ترجمه لاتین، ماهی یونس را piscis grandis ترجمه کرده اما همان کلمه را در ترجمه متی به صورت متفاوتی به کار برده‌است.
سرانجام لغت cetus مترادف نهنگ شد و امروزه نیز نهنگ‌شناسی را سیتولوژی گویند. ویلیام تیندل در ترجمه انگلیسی کتاب یونس به سال ۱۵۳۴، ماهی یونس را ماهی بزرگ و کیتوس در متی را «نهنگ» نوشته‌است. این ترجمه در سال ۱۶۱۱ بخشی از نسخه شاه جیمز شد و از آن زمان در زبان انگلیسی، ماهی این قصه را اغلب نهنگ محسوب می‌کنند.

### حدس‌های علمی
در قرون هفدهم و هجدهم، طبیعت‌گرایان که داستان یونس را یک واقعه تاریخی محسوب می‌کردند، تلاش بسیار به کار بستند تا گونه دقیق آن ماهی داستان یونس را پیدا کنند. در اواسط قرن نوزدهم، ادوارد بووری پوسی، استاد عبری در دانشگاه آکسفورد، مدعی شد کتاب یونس باید توسط خود یونس تألیف شده باشد و نتیجه گرفت که داستان ماهی باید از نظر تاریخی درست باشد، وگرنه آن را به کتاب مقدس اضافه نمی‌کردند. پوسی به امید «خجالت‌زده کردن کسانی که معجزه پاس‌داشته شدن یونس در ماهی را غیرقابل باورتر از سایر کارهای معجزه‌آسای خدا می‌دانستند» ، تلاش کرد ماهی را از نظر علمی طبقه‌بندی کند.

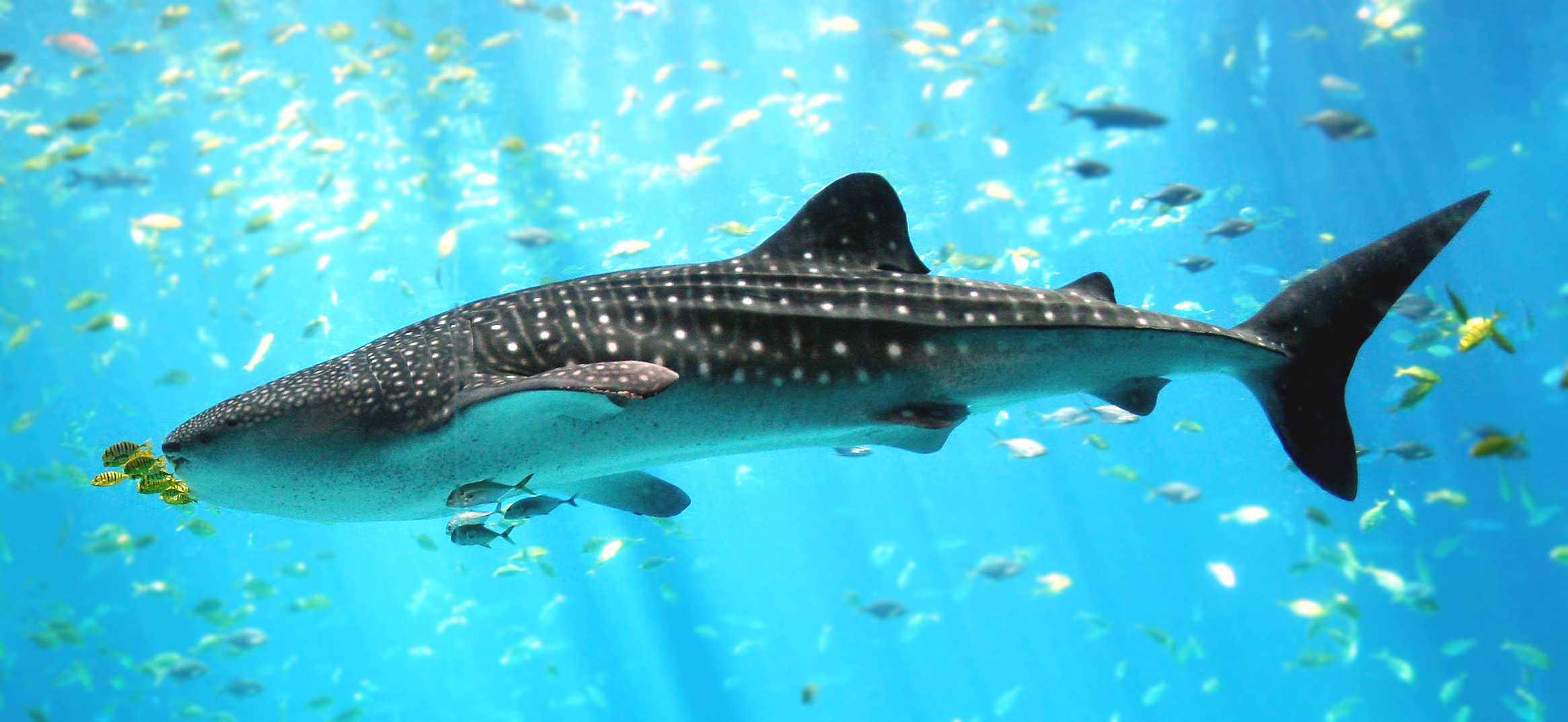
کوسه‌نهنگ بزرگ‌ترین ماهی شناخته‌شده‌است.

در جریان محاکمه اسکوپس به سال ۱۹۲۵ که به دلیل نقض قانون ممنوعیت تدریس تکامل در مدارس ایالت تنسی آمریکا توسط یک معلم برگزار شده بود، بحث بر سر کتاب یونس میان کلارنس دارو (وکیل مدافع معلم) و ویلیام جنینگز برایان (دادستان) نقش مهمی ایفا کرد. دارو از برایان پرسید «زمانی‌که می‌خوانی… یک نهنگ یونس را بلعید… آن را به صورت عینی چگونه تفسیر می‌کنی؟» و برایان پاسخ داد «خدایی [را می‌یابم] که می‌تواند یک نهنگ خلق کند و می‌تواند یک انسان خلق کند و می‌تواند هر دو را مجبور کند هر کاری دلش می‌خواهد انجام دهند.» برایان نهایتاً گفت تفسیر کتاب مقدس امری ضروری است و به‌طور کلی گفته می‌شود «برایان آن روز مثل یک دلقک به نظر می‌رسید.»
بزرگ‌ترین نهنگ‌ها (آب‌بازسانان بی‌دندان که نهنگ آبی نیز به آن تعلق دارد) پلانکتون می‌خورند و گفته می‌شود حتی تلاش برای بلعیدن یک شاه‌ماهی می‌تواند باعث خفه شدن آن‌ها شود. گودگر، آبزی‌شناس افتخاری در موزه تاریخ طبیعی آمریکا، در مورد کوسه‌نهنگ‌ها ذکر می‌کند که اگر چه کوسه‌نهنگ دهان بزرگی دارد، اما گلوی آن تنها چهار اینچ عرض دارد و با استخوان‌های تیزی که درون آن وجود دارد، حتی آرنج انسان هم از آن رد نمی‌شود. او نتیجه می‌گیرد که «کوسه‌نهنگ آن ماهی که یونس را بلعید نیست.»

## تأثیرات فرهنگی
عطار
رهبر یونس شد از ماهی به ماه
کردش از مه تا به ماهی پادشاه

سعدی
قرص خورشید در سیاهی شد

یونس اندر دهان ماهی شد

ملوانان به ملوان یا مسافری که حضورش در عرشه بدشانسی می‌آفریند و کشتی را به خطر می‌اندازد، «یونس» می‌گویند. در گذر زمان، معنای این اصطلاح گسترش پیدا کرد و تمام کسانی که برای یک کسب و کار باعث بدشانسی می‌شوند را دربر گرفت. در ترکی استانبولی به دلفین، «ماهی یونس» (yunus baligi) گفته می‌شود.
اگر چه کتاب یونس بسیار کوتاه است، اما بارها در آثار ادبی و فرهنگی از آن اقتباس شده‌است. در موبی‌دیک (۱۸۵۱) از هرمان ملویل، پدر ماپل دربارهٔ یونس موعظه می‌کند. او می‌پرسد «چرا یونس زمانی‌که درون ماهی است، بابت سرپیچی از خدا ابراز پشیمانی نمی‌کند؟ زیرا یونس می‌داند که «استحقاق این مجازات وحشتناک» را دارد.» در ماجراهای پینوکیو (۱۸۸۳) از کارلو کلودی، پینوکیو و پدر ژپتو توسط «نهنگ پیر» بلعیده می‌شوند که کنایه به قصه یونس است. در اقتباس سینمایی والت دیزنی از این داستان نیز این کنایه وجود دارد. یونس: فیلم داستانی‌گیاهی (۲۰۰۲) اقتباسی از داستان یونس است که در آن یونس توسط یک ماهی بزرگ بلعیده می‌شود. این فیلم در اولین هفته عرضه خود ۶٫۵ میلیون دلار درآمد داشت.
ماهیت استعاری و صحنه‌های رنگ و لعاب‌دار داستان، باعث شده سرگذشت یونس مورد توجه نقاشان نیز باشد. در گوردخمه‌های رومی از قرون اول میلادی حداقل ۵۷ تصویر مرتبط با یونس کشف شده که اغلب صحنه‌هایی مثل طوفان و بلعیده‌شدن یونس را نمایانده‌اند. با این وجود، نمایش یونس به تنهایی چندان مورد توجه نبوده‌است؛ از جمله چنین آثاری می‌توان به نقاشی‌های میکل‌آنژ بر روی سقف کلیسای سیستین و مجسمه مرمری که توسط رافائل طراحی و توسط یکی از شاگردانش ساخته شد، اشاره کرد. یونس که معمولاً در آثار هنری کچل نمایانده شده، در این مجسمه جوانی لخت با موهای فرفری است.

## ارتباط با دیگر اساطیر

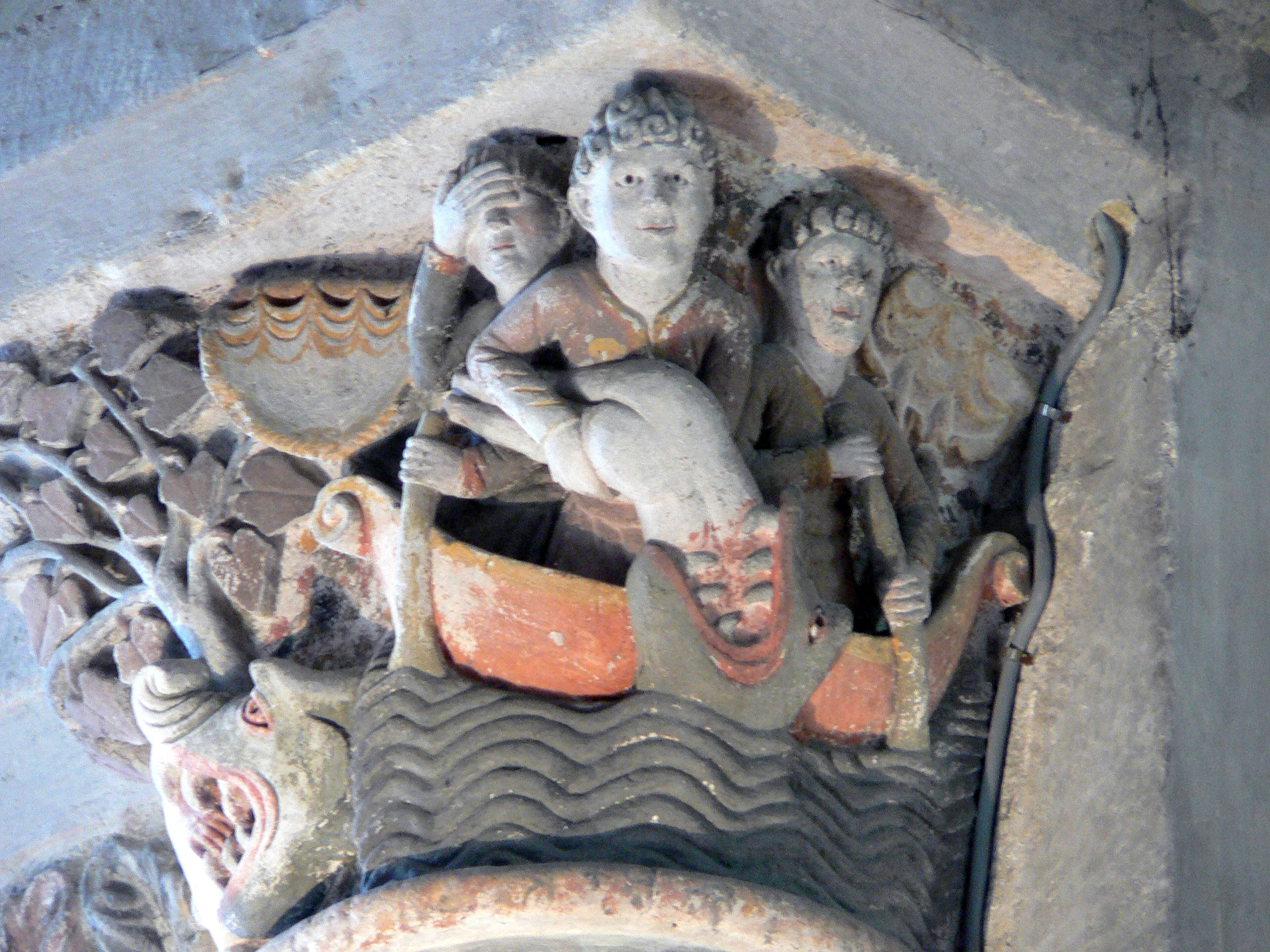
بلعیده‌شدن یونس توسط هیولای دریا در سرستونی در کلیسایی در فرانسه، قرن دوازدهم

### حماسه گیلگمش
در نظر جوزف کمبل، داستان یونس یادآور صحنه‌ای در حماسه گیلگمش است که در آن، گیلگمش از کف دریا گیاهی می‌چیند. در کتاب یونس، کرمی ریشه گیاه سایه‌بان را گاز می‌گیرد و باعث خشک شدن آن می‌شود و در حماسه گیلگمش، گیلگمش به پاهای خود سنگ می‌بندد و گیاه خود را از کف دریا می‌کند. زمانی‌که به ساحل می‌رسد، گیاه توسط ماری خورده می‌شود.

### یاسون در اساطیر یونانی
جوزف کمبل همچنین به چند شباهت میان داستان یونس و یاسون در اساطیر یونانی، اشاره می‌کند. یونس را در زبان یونانی یوناس می‌خوانند که با یاسون حروف یکسانی دارد و تفاوت تنها در چینش حروف است و در نتیجه امکان اشتباه گرفته شدن اینان وجود داشته‌است. گیلداس هامل کتاب یونس و منابع یونانی رومی را مقایسه می‌کند و به شباهت میان این دو شخصیت اشاره می‌کند: نام قهرمانان، وجود یک کبوتر، ایده «فرار کردن» مثل باد و ایجاد طوفان، رفتار ملوانان، وجود هیولای دریا یا اژدهایی که برای قهرمان خطر می‌آفریند یا او را می‌بلعد و شکل و کلمه‌ای که برای گیاه استفاده شده‌است.
در عقیده هامل، این نویسنده عبرانی بوده‌است که داستان یاسون را اقتباس کرده تا با استفاده از آن، پیام متفاوت خود را برساند.

## یادداشت
1. ↑  زبان رسمی دولت هخامنشی
2. ↑  یافتن ارتباط و شباهت میان داستان‌های عهد عتیق با زندگی عیسی امری رایج در الهیات مسیحی است.
3. ↑  kētei megalōi
4. ↑  ventre ceti
5. ↑  greate fyshe